# 1591 en arts plastiques
| Années des arts plastiques : 1588 - 1589 - 1590 - 1591 - 1592 - 1593 - 1594    |
| Décennies des arts plastiques : 1560 - 1570 - 1580 - 1590 - 1600 - 1610 - 1620 |

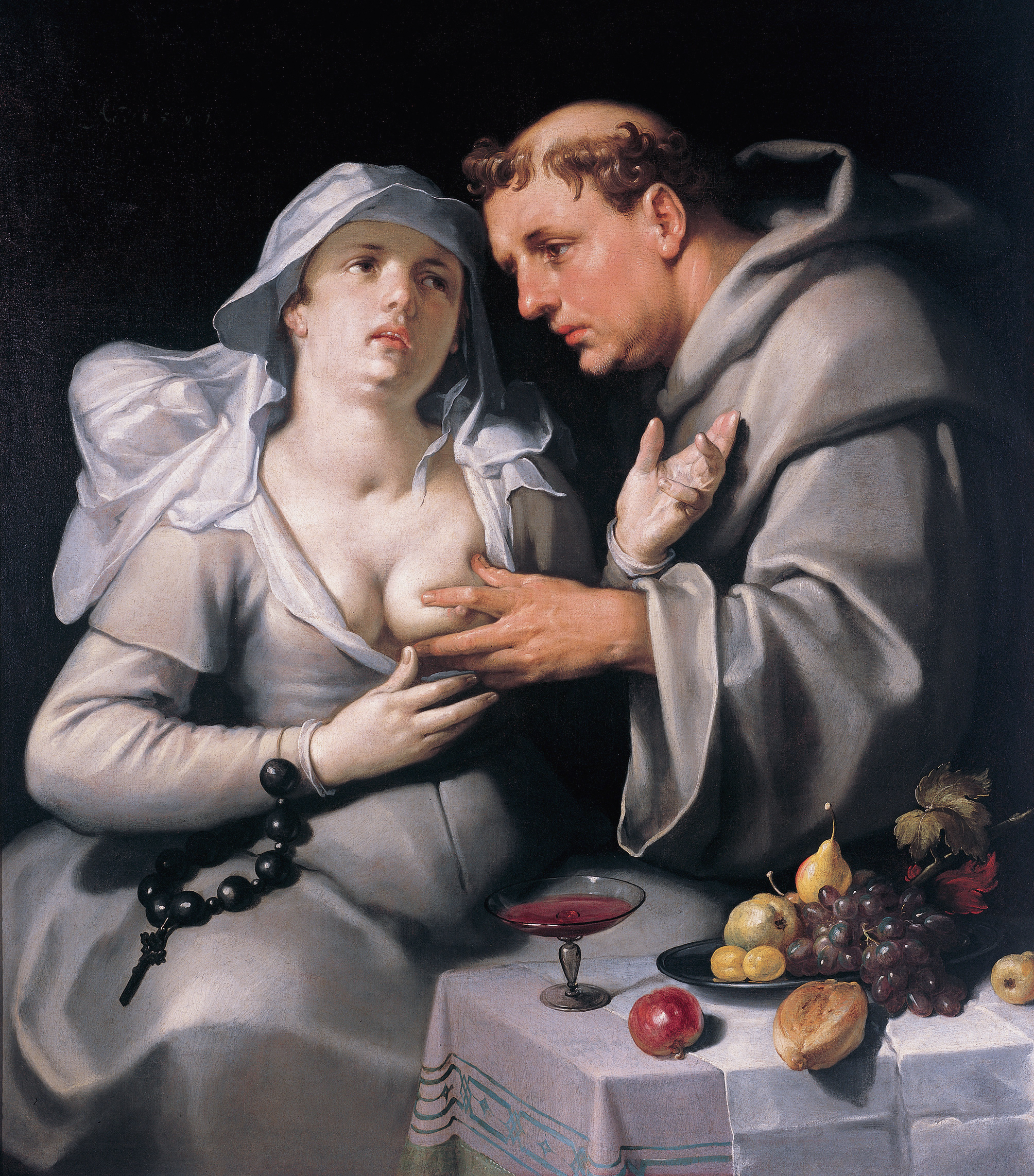
Un moine et une religieuse, de Cornelis Cornelisz van Haarlem.

Cette page concerne l'année 1591 en arts plastiques.

## Œuvres
- Pietro-Paolo da Santa Croce : Adoration des mages, basilique Saint-Antoine de Padoue.

## Naissances
- 12 janvier : José de Ribera, peintre et graveur espagnol († 2 septembre 1652),
- 8 février : Barbieri Giovan Francesco detto il Guercino, peintre italien († 22 décembre 1666),
- François Venant, peintre néerlandais († 17 mars 1636).

## Décès
- ? mars : Jost Amman, dessinateur, graveur et peintre suisse (° 1539),
- 18 août : Bernardino Campi, peintre maniériste italien (° 1520),
- 20 août : Francesco Terzio, peintre maniériste italien de la renaissance tardive (° vers 1523),
- 3 octobre : Vincenzo Campi, peintre italien (° 1536),

- Date précise inconnue :
  - Luzio Dolci, peintre maniériste italien  (° vers 1516),
  - Mateu López, peintre espagnol (° vers 1520),

- Vers 1591 :
- Crispin van den Broeck, peintre flamand (° 1523),

- 1591 ou 1592 :
- Hans Hoffmann, peintre allemand (° 1530).